# Zenit-3SLB

O foguete Zenit-3SLB.

O foguete Zenit-3SLB, (em ucraniano, Зеніт-3SLB, que significa Zênite-3SLB), é um veículo de lançamento descartável ucraniano, também conhecido como Zenit-3M, membro da família de foguetes Zenit, projetado pelo Yuzhnoye Design Bureau.
Era uma versão do Zenit-3SL adaptada para lançamentos convencionais a partir de plataformas em terra. O primeiro voo ocorreu em 28 de abril de 2008.